# Императорски клуб
„Императорски клуб“ (на английски: The Emperor's Club) е щатска драма от 2002 г. на режисьора Майкъл Хофман, по сценарий на Нийл Толкин, базиран е на краткия разказ „The Palace Thief“ на Итън Канин. Във филма участват Кевин Клайн, Стивън Кълп, Ембет Дейвиц, Патрик Демпси, Джоел Гретч, Едуард Херман, Емил Хърш, Роб Мороу и Харис Юлин.